# Syren

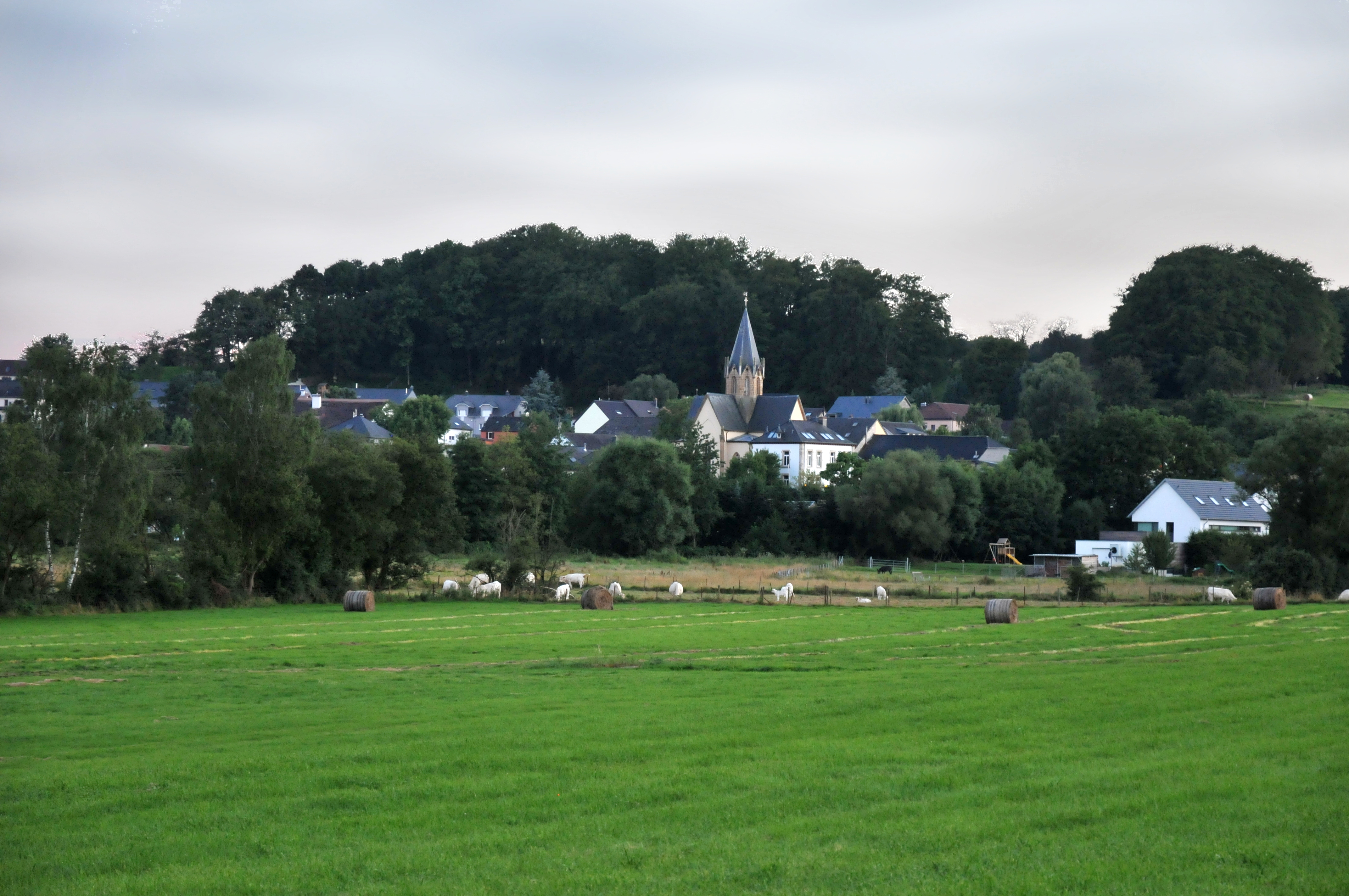
Syren

Syren (lucembursky: Siren) je místní část lucemburské obce Weiler-la-Tour.

## Obyvatelstvo
- V roce 2005 žilo v Syrenu 416 obyvatel.

## Infrastruktura
- V roce 1939 byli Syren, Weiler-la-Tour a Hassel připojeny na vodovodní síť.

## Vodopis
- Na území obce pramení říčka Syr, mající délku 32 kilometrů. Syr pramení v nadmořské výšce 320 metrů a je levostranným přítokem řeky Mosely.

## Mimořádné události
- V roce 2003 vyhořely v Syrenu 4 domy.